# Die Euro-Lügner
Die Euro-Lügner. Unsinnige Rettungspakete, vertuschte Risiken – so werden wir getäuscht ist ein vom ehemaligen Manager und Verbandsfunktionär Hans-Olaf Henkel 2013 im deutschen Heyne Verlag veröffentlichtes  „eurokritisches“ und autobiographisches Sachbuch. Es knüpft thematisch an sein Buch Rettet unser Geld! Deutschland wird ausverkauft. Wie der Euro-Betrug unseren Wohlstand gefährdet von 2010 an.

## Inhalt
Henkel kritisiert  die Politik zur Bekämpfung der Eurokrise durch die Bundesregierung Merkel und die Zurückhaltung der Funktionäre des Bundesverbandes der Deutschen Industrie (BDI). Er schreibt über „unsinnige Rettungspakete“ und „vertuschte Risiken“. Darüber hinaus übt er Kritik an einzelnen europäischen Regierungschefs und Finanzpolitikern wie Jörg Asmussen, Mario Draghi, Jean-Claude Juncker, Angela Merkel, Wolfgang Schäuble und Peer Steinbrück und den konservativen Journalisten Nikolaus Blome, Kai Diekmann und Hugo Müller-Vogg.
Er sieht die Wettbewerbsfähigkeit der deutschen Industrie durch wirtschafts- und finanzpolitische Entscheidungen wie die Einführung der Finanztransaktionssteuer, die Niedrigzinspolitik der Europäischen Zentralbank (EZB) und die Aufkäufe von südeuropäischen Staatsanleihen (Euro-Rettungsschirm) bedroht.
Alternativen zur derzeitigen europäischen Politik sieht Henkel in den Ideen von Otto Graf Lambsdorff und Ralf Dahrendorf. Er hält jedoch die Positionen der heutigen FDP für nicht lösungsorientiert und wirbt stattdessen für die neue Partei AfD. Konkret schlägt er vor, dass die wirtschaftlich schwächeren Länder (auch Frankreich) den bisherigen Euro „kontrolliert“ verlassen und sich eine Art „Nord-Euro“ bildet. Nur so können seiner Ansicht nach die kriselnden Wirtschaften wieder wachsen.

## Rezensionen
„Man mag Henkel gelegentlich als eitel oder selbstgefällig wahrnehmen, aber er erklärt seine Kritik nachvollziehbar und macht komplexe Sachverhalte der Eurokrise verständlicher. Den deutschen SteuerzahlerInnen und Kontoinhabern immer nur die glänzende Seite des Euro zeigen zu wollen ist jedenfalls ein Versagen der etablierten deutschen Politik ohne Beispiel in der Nachkriegsgeschichte. Wir brauchen endlich eine ehrliche Debatte. Dazu leistet Hans-Olaf Henkel mit seinem klaren Standpunkt einen wichtigen Beitrag.“

„Vollends auf abstruse Abwege gerät das Buch leider, wo sein Autor findet: ‚Nicht zum ersten Mal findet Deutschland sich zweigeteilt – in das, was man offen sagen kann, und das, was man nur im Vertrauen weitergeben darf.‘ Ein ‚Vieraugenland‘ habe es schon zu Hitlers Zeiten gegeben, dann im sozialistischen Arbeiter- und Bauernstaat, und in beiden Fällen sei es überlebensnotwendig gewesen, den Unterschied zwischen offen und vertraulich zu kennen. Mit solchen Sätzen entlarvt sich Henkel selbst: Als Kämpfer gegen die Euro-Lüge, den man nicht ernst nehmen kann.“

„Es ist reinste Renegatenprosa, Anti-Euro-Propaganda, aufgeschäumt mit ganz viel ‚Ich‘ sowie bildungshuberischen Lateinzitaten.“

Nach Ansicht Dieter Schnaas korrigiert Henkel auch seine „Lügen und Irrtümern der Vergangenheit“, da er „die Krise vor allem als Krise des Liberalismus und der Marktwirtschaft begreift“. Schnaas führt aus:

„Er [Henkel] will mit seinem Buch und seinem politischen Statement zeigen, dass es sich bei der deutschen Reformunlust in Wahrheit um ein europäisches Politikprojekt handelt: Zentralisierung statt Subsidiarität. Schuldensolidarität statt Eigenverantwortung. Gleichmacherei statt Konkurrenz.“

Der Journalist Alan Posener kritisiert Henkels Währungsanalyse als zu kurz gegriffen, nennt Henkels Vergleiche zwischen Thilo Sarrazin und Hannah Arendt „absurd“ und mokiert sich über die „Larmoyanz eines Selbstdarstellers“.

## Bestsellerliste
Das Buch befindet sich auf Platz 3 der Manager Magazin- Bestsellerliste 9/2013 für Wirtschaftsbücher und auf Platz 13 der Spiegel-Bestsellerliste 36/2013 für Hardcover-Sachbücher.

## Ausgabe
- Hans-Olaf Henkel: Die Euro-Lügner. Unsinnige Rettungspakete, vertuschte Risiken – so werden wir getäuscht. Heyne, München 2013, ISBN 978-3-453-20058-6.